# James Nachtwey
James Nachtwey (născut în 14 martie 1948) este un fotojurnalist american și fotograf de război. A crescut în Massachusetts și a absolvit Colegiul Dartmouth, unde a studiat istoria artei și științe politice (1966-70). A fost premiat de cinci ori de Clubul de Presă Robert Capa. În 2003 a fost rănit de o grenadă aruncată asupra convoiului sau în timp ce era într-o misiune pentru Time, în Bagdad, dar după acest incident s-a refăcut complet.

## Fotografie
Nachtwey a început să lucreze ca și fotograf la ziarul Albuquerque Journal în 1976. În 1980, a plecat în New York, unde a lucrat ca și fotograf freelancer. În 1981, Nachtwey a avut prima misiune, unde a trebuit să ilustreze conflictul civil din Irlanda de Nord. El a documentat o varietate de conflicte armate și probleme sociale, petrecându-și timpul în Africa de Sud, America Latină, Orientul Mijlociu, Rusia, Europa de Est, imortalizând imagini ale războiului, ale conflictelor și foametei, și fotografii ale problemelor socio-politice (poluarea și închisorile) în Europa de Vest și Statele Unite. În prezent locuiește în New York.
În 1994, Nachtwey acoperea viitoarele alegeri non-rasiale din Africa de Sud, primele de acest gen. Ca  asociat al clubului Bang-Bang, el a văzut momentul în care fotograful Ken Oosterbroek a fost ucis, iar Greg Marinovich a fost grav rănit.
Nachtwey a fost și el rănit în timpul muncii sale, în timpul invadaziei Irakului din 2003. La fel ca și Nachtwey, corespondentul revistei Time Michael Weisskopf a fost prezent în spatele mașinii Humvee a armatei Statelor Unite. În acel moment, un insurgent a aruncat o grenadă în mașina în care aceștia se aflau, iar Weisskopf a vrut să o arunce înapoi, dar nu a mai apucat să o facă, aceasta explodându-i în mână. În această explozie au fost răniți doi soldați, iar alți doi jurnaliști de la revista Time au murit. Nachtwey a reușit să facă mai multe fotografii, când fostul său coleg Weisskopf, primea îngrijiri medicale de la doctorul Billie Grimes înainte de a muri. Ambii jurnaliști au fost duși de urgență la un spital din Statele Unite. Nachtwey s-a refăcut după acest incident, astfel încât a reușit să fie prezent la tsunamiul din Sud-Estul Asiei, din 26 decembrie 2004.
Nachtwey a avut contract cu revista Time până în 1984. El a lucrat pentru Black Star, din 1980 până în 1985 și a fost membru al Magnum Photos din 1986 până în 2001. În 2001 a fost membru fondator a agenției de fotografie VII Photo Agency până în august 2011.
Nacthwey a fost prezent și la atentatele din 11 septembrie 2001. De asemenea, el a realizat un eseu fotografic cu privire la efectele conflictului civil din Sudan. În februarie 2011, Nachtwey a contribuit la un articol al revistei Vouge, care îl punea într-o lumină favorabilă pe dictatorul sirian Bashar al-Assad și pe familia sa . Articolul și seria de fotografii au stârnit controverse la fel ca și mișcările de protest care fac referire la Primăvara Arabă. Până în decembrie 2011, numărul morților la acest protest a variat între 3.500 și 5.000, în timp ce aproximativ 30.000 de civili au fost încarcerați și, în cele mai multe cazuri, grav torturați. Mai târziu, revista Vouge a decis să retragă acest articol din paginile revistei. Cu toate acestea, articolul poate fi accesat în continuare pe pagina de internet a președintelui sirian .

## Premii, onoruri și filme
Fotografiile lui Nachtwey au fost expuse în toată Europa și în Statele Unite și a primit numeroase premii, incluzând și premiul World Press Photo acordat în 1994. De asemenea, Nachtwey a fost premiat și de Overseas Press Club în 1983, 1984, 1986, 1994 și 1998. În 2001, a fost lansat documentarul War Photographer focusat pe Nachtwey și munca sa. Regizat de Christian Frei, filmul a fost nominalizat de Academy Award la categoria cel mai bun film documentar.
În 2006, Nachtwey a primit premiul anual în Arte din partea Fundației Heinz Family. Premiul a constat în suma de 250.000$. Nachtwey este unul dintre cei trei câștigători ai premiilor TED din 2007. Cu această ocazie, la conferința din Monterey, California, toți participanții au donat suma de 100.000$ din „dorința de a schimba lumea”. Nachtwey și-a dezvăluit dorința pe 8 martie 2007: „Este vorba despre o poveste vitală care trebuie spusă, și îmi doresc ca TED să mă ajute să obțin acces pentru ea, și apoi să vină cu idei inovative și interesante de a folosi fotografia în era digitală.” Cei care doreau să-l ajute au semnat un „document care permite obținerea accesului în locuri în care există situații critice pentru care va exista și un document sub forma de fotografii; astfel că, trebuie stabilită o dată pentru expunerea fotografiilor cu impact emoțional puternic cu ajutorul noilor tehnologii și al internetului, dar și mass-media; și de asemenea, va folosi campania pentru a genera resurse pentru organizațiile care abordează și lucrează la transformarea situației în una mai bună”. Primele rezultate ale acestei activități au fost prezentate la XDRTB.org, document cu privire la consumul de droguri și rezistența la tuberculoză în întreaga lume.
În 2008, Nachtwey a prezentat o serie de fotografii originale la Le Laboratoire în Paris, Franța. Prezentarea s-a numit „Lupta pentru viață” , document care s-a bazat pe boli precum tuberculoza și SIDA și care a fost prezentat de doctorul Anne Goldfeld. Munca pentru acest proiect au început-o în Cambodia, în anul 2003 și a cuprins și fotografii din Thailanda, Africa și Siberia.  Lucrarea a fost însoțită de numeroase portrete din filmul lui Nachtwey, dar și de prezența unor cadre medicale și numeroși oameni de știință care au luat parte la procesul de Antenție! Simpozionul a fost regizat de americanul Asa Mader.